# Gentofte Stars
Gentofte Stars – duński klub hokeja na lodzie z siedzibą w Gentofte.

## Historia
Historyczne nazwy
- Hellerup IK (1965–1996)
- IC Gentofte (1996–2008)
- Gentofte Stars (2008–)

## Sukcesy
- Srebrny medal mistrzostw Danii: 2017